# Joseph Tellechéa
Joseph Tellechéa (ur. 27 listopada 1926 w Drancy, zm. 16 grudnia 2015 w Montferrand-le-Château) – francuski piłkarz, występujący na pozycji pomocnika.
W latach 1955–1959 rozegrał 3 mecze w reprezentacji Francji i strzelił dla niej 1 gola.
Jego młodszym bratem był piłkarz Raphaël Tellechea.